# Tonești (gmina Sâmburești)
Tonești – wieś w Rumunii, w okręgu Aluta, w gminie Sâmburești. W 2011 roku liczyła 116 mieszkańców.